# (47) Aglaja
(47) Aglaja ist ein Asteroid des äußeren Hauptgürtels, der am 15. September 1857 vom deutschen Astronomen Karl Theodor Robert Luther an der Sternwarte Düsseldorf entdeckt wurde.
Der Asteroid wurde benannt nach Aglaia, einer der drei Chariten (Grazien), Töchter des Zeus und der Eurynome. Die anderen sind Thalia und Euphrosyne. Die Benennung erfolgte durch die Philosophische Fakultät der Universität Bonn.

## Wissenschaftliche Auswertung
Mit Daten radiometrischer Beobachtungen im Infraroten von 1974 am Cerro Tololo Inter-American Observatory in Chile wurden für (47) Aglaja erstmals Werte für den Durchmesser und die Albedo von 158 km bzw. 0,03 bestimmt. Aus den Beobachtungsdaten einer Bedeckung des Sterns SAO 146599 durch den Asteroiden am 16. September 1984 konnte ein nahezu kreisförmiger Querschnitt mit einem Durchmesser von 136 km abgeleitet werden. Aus Ergebnissen der IRAS Minor Planet Survey (IMPS) wurden 1992 Angaben zu Durchmesser und Albedo für zahlreiche Asteroiden abgeleitet, darunter auch (47) Aglaja, für die damals Werte von 127,0 km bzw. 0,08 erhalten wurden. Eine Auswertung von Beobachtungen durch das Projekt NEOWISE im nahen Infrarot führte 2011 zu vorläufigen Werten für den Durchmesser und die Albedo im sichtbaren Bereich von 138,0 km bzw. 0,07. Ein Vergleich von Daten, die von 1978 bis 2011 an der Sternwarte Ondřejov in Tschechien und am Table Mountain Observatory in Kalifornien gesammelt wurden, mit den Daten von NEOWISE führte 2012 zu den gleichen Werten. Nachdem die Werte nach neuen Messungen mit NEOWISE 2012 auf 168,2 km bzw. 0,05 korrigiert worden waren, wurden sie 2014 auf 125,1 km bzw. 0,08 geändert. Nach der Reaktivierung von NEOWISE im Jahr 2013 und Registrierung neuer Daten wurden die Werte 2015 zunächst mit 107,2 km bzw. 0,07 angegeben und dann 2016 korrigiert zu 102,5 oder 153,2 km bzw. 0,04 oder 0,08, diese Angaben beinhalten aber alle hohe Unsicherheiten.
Eine spektroskopische Untersuchung von 820 Asteroiden zwischen November 1996 und September 2001 am La-Silla-Observatorium in Chile ergab für (47) Aglaja eine taxonomische Klassifizierung als B-Typ.
Photometrische Beobachtungen des Asteroiden erfolgten erstmals am 20. März 1977. Bei Beobachtungen am 8. Mai 1978 am La-Silla-Observatorium konnte aus den Messungen während zwei Nächten noch keine Rotationsperiode bestimmt werden. Weitere Messungen am selben Ort am 21. und 23. August 1979 zeigten keine signifikante Helligkeitsänderung während der jeweils achtstündigen Beobachtungszeit und das gleiche Ergebnis erbrachten auch kurz darauf stattfindende Beobachtungen vom 29. August bis 3. September 1979 am Table Mountain Observatory (TMO) in Kalifornien.

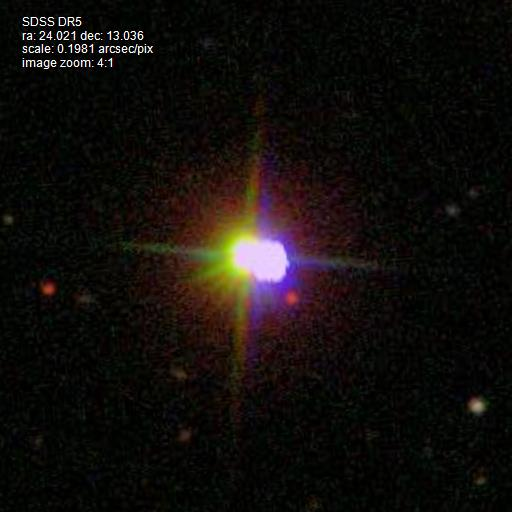
Aufnahme von (47) Aglaja durch die Sloan Digital Sky Survey am 13. Oktober 1999

Neue photometrische Messungen wurden vom 30. August bis 27. September 1984 wieder am TMO und am 26. Oktober 1984 am Lowell-Observatorium in Arizona durchgeführt. Die Daten wurden in Verbindung mit den früheren Beobachtungsergebnissen aus 1977, 1978 und 1979 in zwei unabhängigen Untersuchungen von 1989 ausgewertet. Am TMO wurde aus allen Daten für den Asteroiden ein Wert für die Rotationsperiode von 13,40 h ermittelt, während am Lowell-Observatorium ein wahrscheinlichster Wert von 13,20 h gefunden wurde. Weitere Beobachtungen erfolgten dann vom 5. September bis 25. Oktober 1989 am Sanglok-Observatorium in Tadschikistan und am Charkiw-Observatorium in der Ukraine. Hier konnte aus der gemessenen Lichtkurve ein verbesserter Wert für die Rotationsperiode von 13,178 h bestimmt werden. Erstmalig durchgeführte polarimetrische Messungen lieferten auch für den Durchmesser und die Albedo Werte von 122 ± 5 km bzw. 0,07. Aus den archivierten Lichtkurven der Jahre 1978, 1979, 1984 und 1989 konnten in einer Untersuchung von 1996 erstmals zwei alternative Lösungen für die Position der Rotationsachse mit prograder Rotation und einer Periode von 13,1892 h bestimmt werden. Auch die Achsenverhältnisse eines dreiachsig-ellipsoidischen Gestaltmodells wurden abgeleitet.
Neue Beobachtungen erfolgten dann erst wieder vom 2. April bis 7. Mai 2012 am Organ Mesa Observatory in New Mexico, die Auswertung lieferte eine Rotationsperiode von 13,175 h. Mit einer Auswertung photometrischer Daten des Lowell-Observatoriums und des Gaia DR2-Katalogs konnten im Jahr 2019 ein dreidimensionales Gestaltmodell und wieder zwei alternative Lösungen für die räumliche Lage der Rotationsachse des Asteroiden mit prograder Rotation und einer Periode von 13,17710 h bestimmt werden.
Am Organ Mesa Observatory erfolgten noch weitere Beobachtungskampagnen vom 17. November bis 2. Dezember 2019 und vom 6. Januar bis 7. Februar 2021, bei denen für die Rotationsperiode Werte von 13,175 h bzw. 13,173 h abgeleitet wurden.
Abschätzungen von Masse und Dichte für den Asteroiden (47) Aglaja aufgrund von gravitativen Beeinflussungen auf Testkörper hatten in einer Untersuchung von 2012 eine Masse von etwa 3,25·1018 kg ergeben, was mit einem angenommenen Durchmesser von etwa 142 km zu einer Dichte von 2,17 g/cm³ führte bei einer Porosität von 22 %. Diese Werte besitzen eine hohe Unsicherheit im Bereich von ±55 %.